# Fontanès-de-Sault
Fontanès-de-Sault is een gemeente in het Franse departement Aude (regio Occitanie) en telt 7 inwoners (2009). De plaats maakt deel uit van het arrondissement Limoux.

## Geografie
De oppervlakte van Fontanès-de-Sault bedraagt 6,0 km², de bevolkingsdichtheid is dus 1,2 inwoners per km².

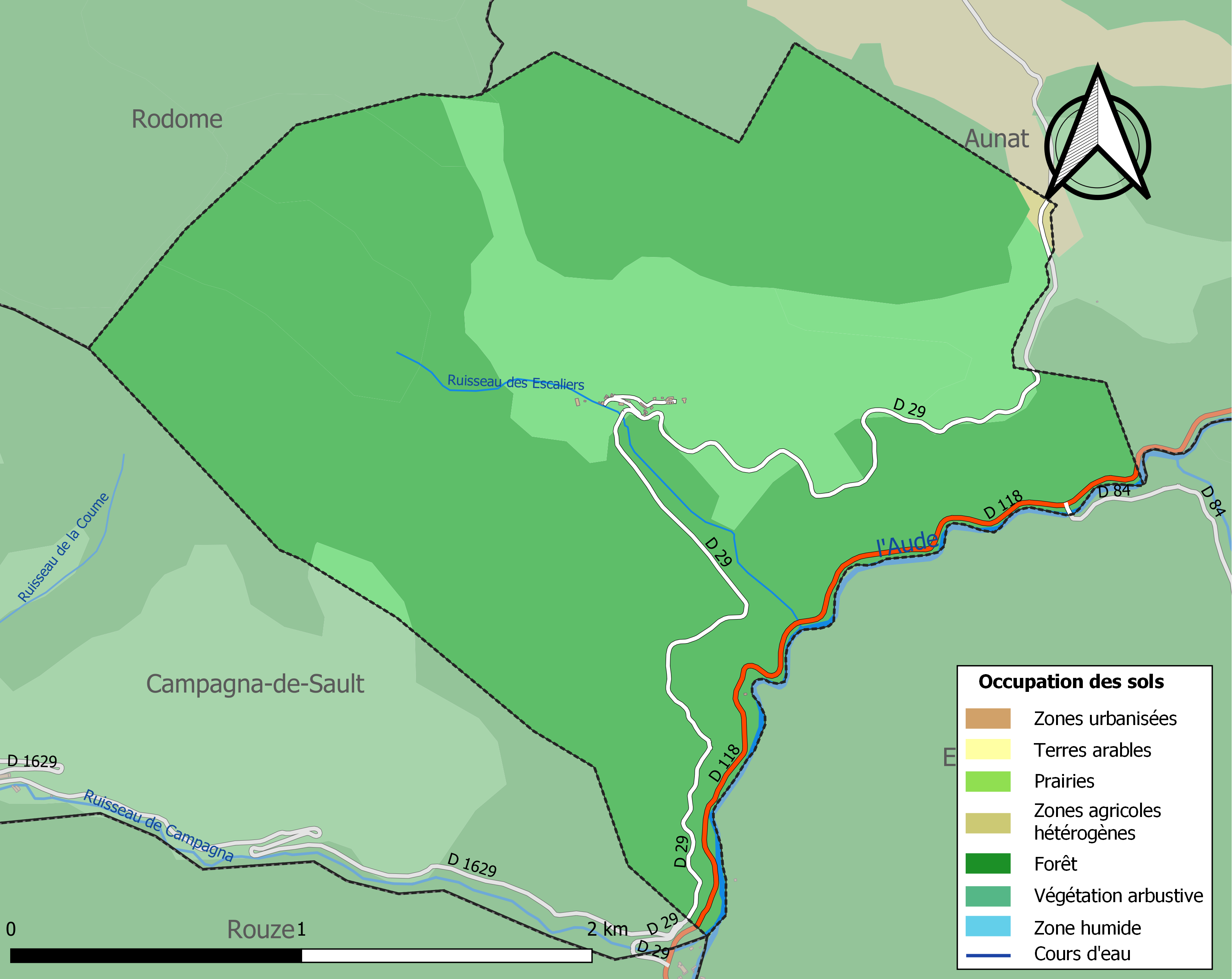
Kaart van de gemeente met de belangrijkste infrastructuur, bodemgebruik en omliggende gemeenten

## Demografie
Onderstaande figuur toont het verloop van het inwonertal (bron: INSEE-tellingen).

Vanwege een beveiligingsprobleem met de MediaWiki Graph-software is het momenteel niet mogelijk deze grafiek weer te geven. Zodra de software is bijgewerkt zal de grafiek vanzelf weer zichtbaar worden.